# يان كاميرون
يان كاميرون (بالإنجليزية: Ian Cameron)‏ (24 أغسطس 1966 بغلاسكو في المملكة المتحدة - ) هو لاعب كرة قدم بريطاني في مركز الوسط. لعب مع ريث روفرز ونادي أبردين ونادي بارتيك ثيسل ونادي سانت ميرين ونادي هيبرنيان ونادي كلايد ونادي أردريونيانز ونادي كلايدبانك ‏.

## وصلات خارجية
- يان كاميرون على موقع قاعدة بيانات كرة القدم.إي يو (الإنجليزية)
- يان كاميرون على موقع Soccerbase.com (لاعب) (الإنجليزية)